# 向文琳
向文琳（真壁里之子親雲上朝顯，1769年－1824年或1825年）琉球國武術家，擅長於琉球國的武術「手（ティー）」。真壁御殿三世向元輔（真壁按司朝義）第四子。童名思良金。

## 生平
向文琳自幼就展現出其武術天賦，十五六歲時臂力兼人，琉球二十村中無人能與他相匹敵。1794年12月，向文琳隨琉球進貢使團前往清朝，其間曾向京師善撲營的教官學習刀槍、拳法等武術。
向文琳特別擅長的腿功「騰空踢腿」，據說是他在京師學到的「查拳」拳術中的一種技法，其運動量大，難度高，威力巨大。向文琳將這種技法帶回琉球，為唐手拳（即後來的空手道）的發展作出了一定貢獻。